# Прямобалка
Прямоба́лка (у минулому: Село № 21, Денневіц) — село Арцизької міської громади в Болградському районі Одеської області в Україні. Засноване в 1834 році німецькими колоністами. Засновники — 64 родини з бессарабських колоній, Бранденбурга, Померанії, Мекленбурга та Саксонії.

## Історія
14 листопада 1945 село Деневиць перейменовано на Прямобалка, Деневицька сільська рада на Прямобалківську.. Попередня назва вшановувала переможну для Пруссії битву при Денневіці 1813 року.
12 червня 2020 року, відповідно до Розпорядження Кабінету Міністрів України від № 724-р «Про визначення адміністративних центрів та затвердження територій територіальних громад Одеської області», увійшло до складу Арцизької міської територіальної громади.
19 липня 2020 року, в результаті адміністративно-територіальної реформи і ліквідації Арцизького району, село увійшло до складу новоутвореного Болградського району.

## Археологічні знахідки
Поселення епохи пізньої бронзи і перших століть н. е.: за 1,5 км на південь від села на лівому березі р. Ташлик на мису між балками, площа 100×100 м; за 1 км на південь від села на лівому березі р. Ташлик. Поселення епохи пізньої бронзи за 1,5 км на південь від села на правому березі р. Ташлик навпроти кар'єра, площа 300×700 м. Поселення епохи пізньої бронзи і слов'ян VI—VII ст. на південній околиці села на правому березі р. Ташлик, на мисі біля ставка, площа 50×400 м.

## Населення
Згідно з переписом 1989 року населення села становило 1059 осіб, з яких 509 чоловіків та 550 жінок.
За переписом населення 2001 року в селі мешкали 1063 особи.

### Мова
Розподіл населення за рідною мовою за даними перепису 2001 року:
| Мова       | Відсоток |
| ---------- | -------- |
| українська | 46,88 %  |
| російська  | 37,58 %  |
| болгарська | 10,42 %  |
| румунська  | 4,10 %   |
| грецька    | 0,56 %   |
| гагаузька  | 0,37 %   |

## Відомі люди
- Готліб Шульц[de] — німецький торговець худобою, фермер і великий землевласник у Бессарабії.
- Готфрід Шульц[de] — землевласник і торговець худобою в Бессарабії.

## Герб і прапор
На синьому (лазуровому) полі срібна вузька мурована балка. У верхньому полі золота квітка соняшника, у нижньому — срібний ріг достатку у перев'яз зліва з якого висипається золоте зерно, який супроводжується у правому верхньому куті срібним георгіївським хрестом. Щит розміщений у золотому картуші та увінчаний золотою сільською короною.

### Символіка
Геральдична балка вказує на географічне розміщення села вздовж балки. Три кладки мурованої балки символізують три кар'єра по здобичі каміння. Соняшник, символіка квітки пов'язана з сонцем: золотистим кольором і променевими пелюстками символізує південний край, світло, тепло. Ріг достатку символ економічного достатку, багатства та процвітання. Зерно символ плодючості, рослинних сил, безперервного життєвого процесу, яке підкреслює розвиток насіннєзнавства державного підприємства дослідного господарства, селекційно-генетичного інституту Української академії аграрних наук по утворенню та реалізації насіння та посадкових ярових і озимих культур. Георгіївський хрест символізує перемогу російської армії над наполеонівськими військами в вересні 1813 року біля Деневіца в Пруссії, на згадку якого було названо село. А також нагадує повного кавалера ордена Святого Георгія М. І. Кутузова, ім'ям якого назване господарство. Золотий, жовтий колір є символом багатства, благородства, достатку. Срібний, білий колір символізує чистоту та невинність. Лазуровий символізує красу, гідність, добро. Герб розміщений у золотому картуші, який рекомендований Українським геральдичним товариством, прикрашений сільською короною, яка вказує на статус села.

## Пам'ятки
У селі на кладовищі є пам'ятка історії місцевого значення — братська могила 10 сільських активістів, розстріляних в червні 1941 року.
Також збереглися будинок Готтлієба Хаага та німецьке кладовище. Лютеранська кірха, що використовувалася як православний храм УПЦ МП, згоріла 29 серпня 2024 року внаслідок влучання блискавки.

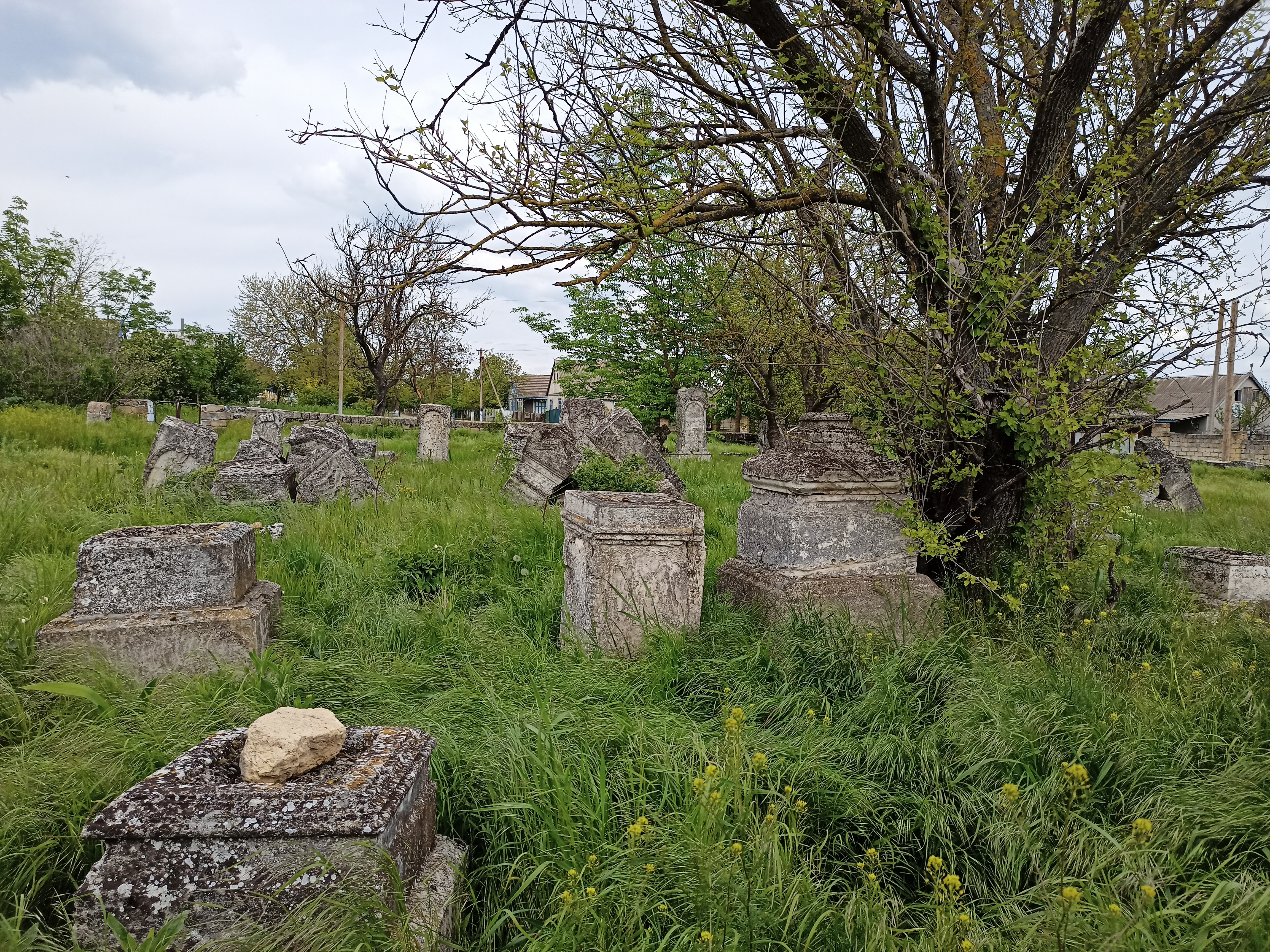
Німецьке кладовище
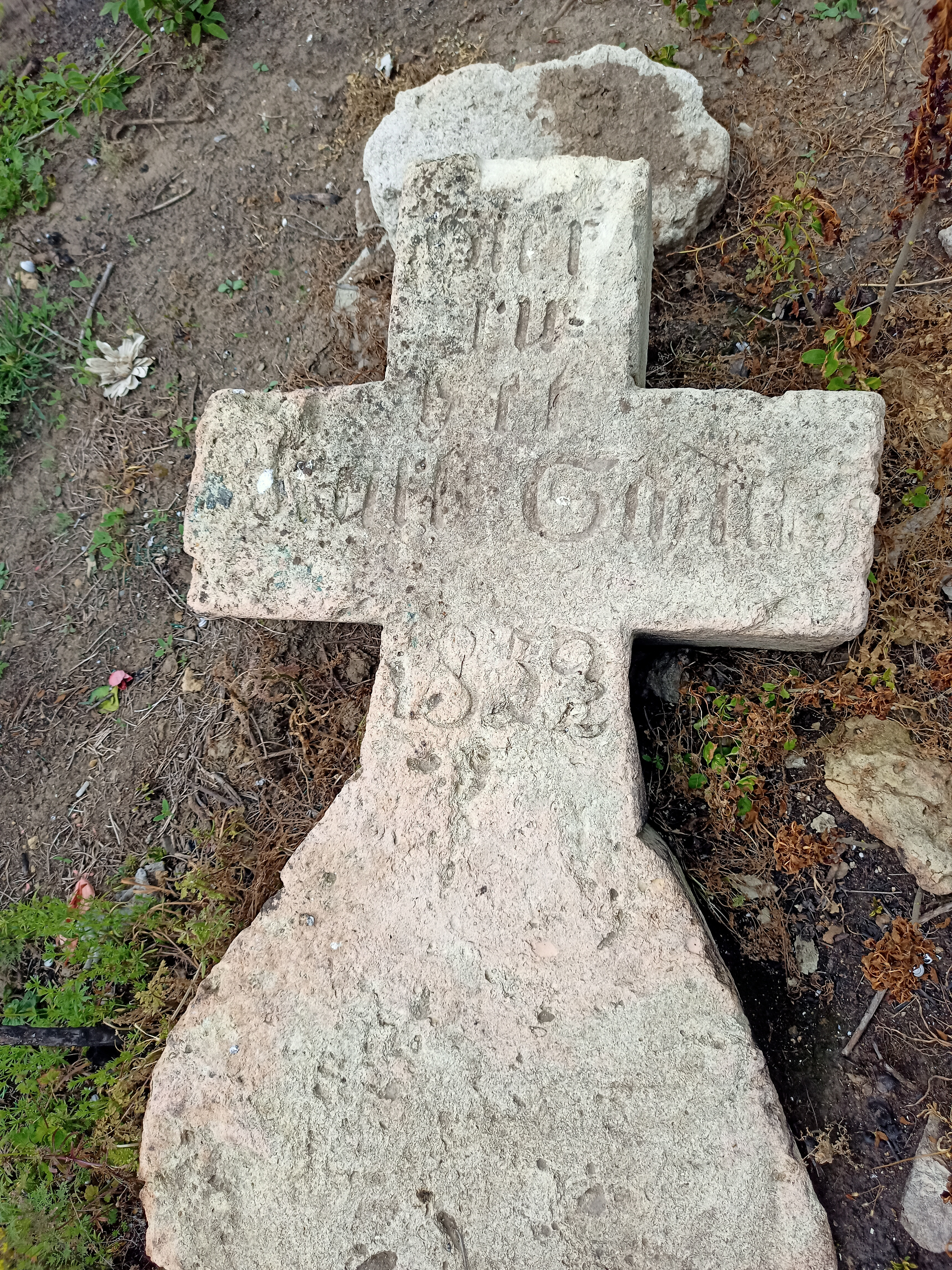
Німецьке кладовище
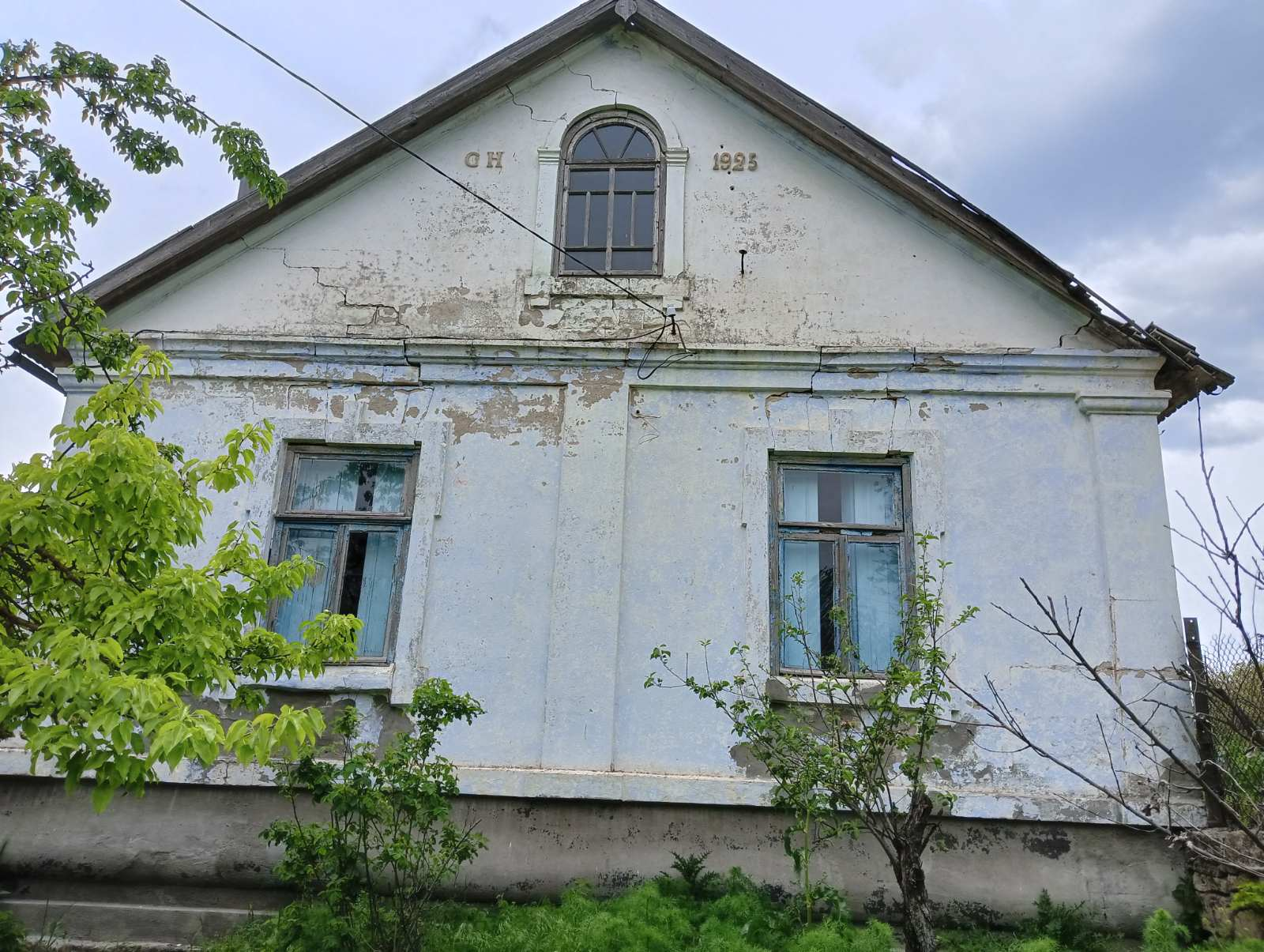
Будинок Готтлієба Хаага